# Wybory parlamentarne w Gruzji w 2020 roku

30 nowych okręgów wyborczych, przy czym samo Tbilisi obejmuje 8 okręgów

Wybory parlamentarne w Gruzji odbyły się 31 października 2020 (I tura). Jak podała Centralna Komisja Wyborcza, druga tura wyborów odbędzie się 21 listopada we wszystkich 8 jednomandatowych okręgach Tbilisi oraz w 8 okręgach wyborczych w regionach. Gruzini wybierają 150 posłów do Parlamentu: 120 w głosowaniu proporcjonalnym i 30 w okręgach jednomandatowych w systemie większościowym.
W wyborach do parlamentu uczestniczyło 48 partii i dwa bloki. W związku z trwającą Pandemią COVID-19 głosowanie odbywało się z zastosowaniem dodatkowych środków bezpieczeństwa. Uprawnionych do głosowania było 3 511 853 osób, w tym 14 170 osób poza granicami kraju.

## System wyborczy
Niedługo po wyborach w 2016 roku rząd zapowiedział kolejną reformę ordynacji wyborczej. Jednak wymuszona również przez opozycję zmiana nie powiodła się w parlamencie pod koniec 2019 roku, ponieważ nie udało się osiągnąć wymaganej dla nowelizacji większości trzech czwartych głosów. W rezultacie doszło do ulicznych protestów zwolenników opozycji. Po fiasku wcześniej proponowanych poprawek, rząd i opozycja odbyły kilka rund rozmów, czego efektem było podpisanie porozumienia w dniu 8 marca 2019 roku.
29 czerwca 2020 roku 117 ze 150 posłów gruzińskiego parlamentu, którzy wzięli udział w głosowaniu, zagłosowało za przyjęciem poprawek do konstytucji niezbędnych do wdrożenia porozumienia z 8 marca. Nowa ordynacja wyborcza przewiduje, że 120 posłów będzie wybieranych według systemu proporcjonalnego, a 30 w okręgach jednomandatowych. Ma to sprzyjać większej różnorodności sił politycznych reprezentowanych w parlamencie. Okręgi wyborcze zostaną sporządzone zgodnie z instrukcjami udzielonymi przez Komisję Wenecką i gruziński wymiar sprawiedliwości. Próg wyborczy został obniżony do 1 procenta, by do parlamentu mogły trafić mniejsze partie. W przypadku okręgów jednomandatowych kandydat uzyska status posła, jeśli zdobędzie 50% głosów w pierwszej turze. Jeśli tak się nie stanie, dwóch najlepszych kandydatów weźmie udział w 2 turze, której zwycięzca zostanie posłem. Wprowadzono również przepis, który uniemożliwia samodzielne rządy partii, jeśli nie zdobyła ona co najmniej 40 procent głosów.

## Wyniki wyborów
Zgodnie z danymi Centralnej Komisji Wyborczej podsumowującymi wyniki głosowania w 1 turze, do parlamentu dziesiątej kadencji wejdzie obecnie dziewięć partii. Rządząca partia Gruzińskie Marzenie Bidziny Iwaniszwiliego uzyskała 48,23% poparcia. Frekwencja wyniosła 56,11%. Za granicą, w przeciwieństwie do wyników w kraju, większość głosów oddanych zostało na opozycję – Zjednoczony Ruch Narodowy zebrał 45,34% głosów, a Gruzińskie Marzenie – 29,02%.
| Partia | Partia                                | Podział   | Podział | Podział | Okręgi wyborcze Pierwsza tura | Okręgi wyborcze Pierwsza tura | Okręgi wyborcze Pierwsza tura | Mandaty | Mandaty |
| Partia | Partia                                | Głosy     | %       | Mandaty | Glosy                         | %                             | Mandaty                       | Razem   | +/–     |
| --- | ------------------------------------- | --------- | ------- | ------- | ----------------------------- | ----------------------------- | ----------------------------- | ------- | ------- |
| | Gruzińskie Marzenie                   | 929 129   | 48.23   | 61      |                               |                               | 14                            | 75      |         |
| | Zjednoczony Ruch Narodowy             | 523 228   | 27.16   | 34      |                               |                               | 0                             | 34      |         |
| | Europejska Gruzja                     | 72 895    | 3.78    | 4       |                               |                               | 0                             | 4       | Nowy    |
| | Lelo dla Gruzji                       | 60 819    | 3.16    | 4       |                               |                               | 0                             | 4       | Nowy    |
| | Strategia Aghmaszenebeli              | 60 634    | 3.15    | 4       |                               |                               | 0                             | 4       | Nowy    |
| | Sojusz Patriotów Gruzji               | 60 457    | 3.14    | 4       |                               |                               | 0                             | 4       | -2      |
| | Nowe polityczne Centrum – Szyszka     | 55 687    | 2.89    | 3       |                               |                               | 0                             | 3       | Nowy    |
| | Ruch Obywatelski                      | 25 579    | 1.33    | 2       |                               |                               | 0                             | 2       | Nowy    |
| | Gruzińska Partia Pracy                | 19 309    | 1.00    | 1       |                               |                               | 0                             | 1       | +1      |
| | Demokratyczny Ruch-Zjednoczona Gruzja | 16 332    | 0.85    | 0       |                               |                               | 0                             | 0       |         |
| | Inne partie                           |           | 5.31    | 0       |                               |                               | 0                             | 0       |         |
| Głosy nieważne | Głosy nieważne                        | 45 497    | –       | –       | –                             | –                             | –                             | –       | –       |
| Razem | Razem                                 | 1 970 540 | 100     | 120     |                               |                               | 14                            | 150     | 0       |
| Zarejestrowani wyborcy/frekwencja                                                                                   | Zarejestrowani wyborcy/frekwencja     | 3 511 853 | 56.11   | –       |                               |                               | –                             | –       | –       |
| Źródło: Strona wyników komisji wyborczej. [dostęp 2020-11-14]. [zarchiwizowane z tego adresu (2021-01-04)]. (ang.). |                                       |           |         |         |                               |                               |                               |         |         |

## Po wyborach
W niedzielę po wyborach kandydat Zjednoczonego Ruchu Narodowego na premiera i były prezydent Micheil Saakaszwili powiedział, że wybory zostały sfałszowane, a opozycja wygrała wybory. Międzynarodowi obserwatorzy ocenili wybory jako ogólnie wolne, nawet jeśli wystąpiły niespójności.
3 listopada 2020 roku wszystkie gruzińskie partie opozycyjne podpisały wspólne oświadczenie o zrzeczeniu się mandatów w parlamencie do czasu powtórzenia wyborów parlamentarnych (które uznają za nieważne). Wezwali również wyborców do ulicznych protestów.